# Temporada de furacões no oceano Atlântico de 1995
 A temporada de furacões no Atlântico em 1995 foi um marco no ciclo anual de formação de ciclones tropicais. Iniciando em 1º de junho e encerrando em 30 de novembro de 1995, essas datas convencionalmente delimitam o período anual em que a maioria dos ciclones tropicais se forma na bacia do Atlântico.
A temporada de furacões no Atlântico em 1995 foi excepcionalmente ativa e marcada pela sua intensidade e pelo número significativo de ciclones tropicais. Contabilizaram-se um total de 19 tempestades nomeadas e 11 furacões, sendo que cinco deles alcançaram uma intensidade igual ou superior à categoria 3 na escala de furacões de Saffir-Simpson. Este nível de atividade representou um aumento significativo em relação à média histórica.
A temporada começou efetivamente em 2 de junho, com a formação do furacão Allison. No início de agosto, o furacão Erin afetou boa parte do sudeste dos Estados Unidos, causando mais de 700 milhões de dólares em prejuízos e seis fatalidades. Em setembro, o furacão Luis praticamente destruiu a pequena ilha de Sint Maarten/Saint Martin, nas Pequenas Antilhas,causando mais de 1,8 bilhões de dólares em prejuízos. Noutras ilhas próximas, os prejuízos somaram 700 milhões de dólares. Apenas uma semana depois, o furacão Marilyn afetou a mesma região, causando mais de 1,5 bilhão de dólares em prejuízos nas ilhas Virgens. No final daquele mês e no início de outubro, o furacão Opal causou 59 fatalidades e mais de 3 bilhões de dólares em prejuízos na América Central, no México e nos Estados Unidos. O furacão Roxanne, primeiro furacão no Atlântico a ter um nome iniciado por "R" em toda a história, causou 14 fatalidades e 1,5 bilhão de dólares em prejuízos no mês de outubro.

## Tempestades

### Furacão Allison
O Furacão Allison formou-se a partir de uma depressão tropical, que foi detectada à sudeste de Cuba em 2 de junho. Continuando a se mover para noroeste, Allison se fortaleceu para uma tempestade tropical em 3 de junho, trazendo chuvas constantes e ventos fortes em Cuba. Apesar dos ventos de nível superior, a tempestade continuou a se fortalecer e Allison se tornou um furacão em 4 de junho. Allison então, se enfraqueceu para uma tempestade tropical, em uma distância de 37 km à leste de Carrabelle, Flórida, em 5 de junho, o que fez Allison a terceira  tempestade mais antiga a atingir a costa dos Estados Unidos. Allison moveu-se para o interior e continuou se dirigindo à nordeste, tornando-se uma tempestade extratropical. A tempestade contornou a costa leste, trazendo ventos fortes e chuvas torrenciais, antes de passar sobre Nova Escócia, ele virou para noroeste e oeste da Groenlândia, e se dissipou.
Embora Allison tenha enfraquecido para uma tempestade tropical antes de atingir a costa da Flórida, o furacão trouxe um aumento do nível do mar de 1,8 m a 2,4m e precipitação de até 150 mm. Pelo menos 60 casas e empresas foram danificadas pela tempestade na Flórida, onde várias estradas foram destruídas. Quatro tornados tocaram o solo no estado, um dos quais foi classificado como um F1. Os danos totais no estado totalizaram US $ 860.000 (1995 USD). Na Geórgia, vários tornados tocaram o solo e as fortes chuvas trouxeram enchentes. Os danos no estado que totalizaram US $ 800.000 (1995 USD).

### Tempestade Tropical Barry
O Centro Nacional de Furacões (NHC), encontrou um fraco sistema frontal com uma pressão de 1019 mbar em Bermudas e imagens de satélite da Carolina do Sul. Em um nível de baixa pressão do sistema, ficou mais definido a oeste de um pequeno grupo de convecção profunda, e estima-se que esse sistema frontal, transformou-se em depressão tropical Dois perto no dia 5 de julho. TD dois tornaram-se uma tempestade, nomeada em 7 de julho na costa da Carolina do Sul, e foi dado o nome de 'Barry. A tempestade tropical, em seguida, rumou-se ao norte, atingindo terra firme, no leste de Nova Escócia, em 9 de julho e foi declarado como ciclone extratropical no dia seguinte. Nenhum dano ou fatalidade foram relatados associados com Barry.

### Tempestade Tropical Chantal
Chantal se formou depois que uma onda tropical deixou a costa ocidental da África, em 5 de julho. A onda desenvolveu uma circulação e foi declarada como uma depressão tropical em 12 de julho. A depressão rapidamente se fortaleceu para a tempestade tropical Chantal. Chantal ameaçou as Bahamas, mas curvou-se para o norte. Bahamas não foi afetada diretamente. Chantal foi declarado extratropical em 20 de julho, depois de ter afetado as companhias marítimas americanas. Sem danos ou fatalidades, foram relatados em colaboração com Chantal.

### Tempestade Tropical Dean
Em 28 de julho, a depressão que se tornaria a tempestade tropical Dean, se formou no nordeste do Golfo do México. O sistema mudou-se para o oeste, e se fortaleceu para a tempestade tropical Dean apenas  à 110 km da costa do Texas, no dia 30 de Julho. Dean atingiu a costa início no dia 31 de Julho próximo da cidade de Freeport, com  ventos de 45 km /h,  uma pressão central mínima de 999 milibares. A tempestade enfraqueceu lentamente enquanto seguia para noroeste, dissipando-se em 2 de agosto, no centro do estado. Dean causou chuvas fortes no volume de quase 430 mm em Monroe City. As chuvas resultaram em danos localizados e moderados, levando à evacuação de 20 famílias no Condado de Chambers. No entanto, a tempestade não causou ferimentos ou mortes.

### Furacão Erin
Uma onda tropical se moveu a oeste, o sistema não desenvolveu uma circulação fechada até 31 de julho, quando a tempestade tropical Erin formou-se sobre as Bahamas. Erin mudou-se para o noroeste e se intensificou, atingindo ventos de 137 km/h, em seu primeiro ponto perto de Vero Beach, Flórida, em 1 de agosto. Erin destruiu um grande número de linhas de energia, mas não causou grandes danos. A tempestade surgiu sobre o Golfo do México no dia seguinte, e fez o sua segunda passagem em 3 de agosto em Pensacola Beach, Flórida, com ventos de 165 km/h.
Os danos nos Estados Unidos totalizaram mais de US $ 700 milhões. Seis mortes por afogamento foram atribuídas ao Erin, nas costas da Flórida e das Bahamas.

### Depressão Tropical Seis-L
Parte do sul de uma onda tropical que gerou a tempestade Erin continuou no Mar do Caribe no final de julho. Em 4 de agosto, o sistema tinha atingido a baía de Campeche. O sistema foi chamado de depressão tropical Seis-L em 5 de agosto, e o sistema se moveu lentamente sobre o México e se dissipou em 7 de agosto, nunca atingindo a intensidade de tempestade tropical. Não há relatos de danos ou vítimas foram recebidos.

### Furacão Felix
Uma onda tropical saiu de Cabo Verde e logo em seguida tornou-se uma depressão tropical, logo depois tornou-se o furacão Felix, que foi nomeado em 8 de agosto. Ele se tornou o primeiro furacão de categoria 4 desde o Furacão Andrew, em 1992, depois de atingir seu pico de intensidade com ventos de 220 km/h. Félix começou a se tornar um ciclone extratropical, e seguiu em direção da Noruega.
Apesar de nunca ter atingido a terra firme, Felix causou oito mortes por afogamento ao longo das costas da Carolina do Norte e Nova Jersey. Félix passou apenas 121 km de distância das ilhas Bermudas.

### Tempestade Tropical Gabrielle
Enquanto Felix estava se aproximando da costa leste, uma depressão tropical no Golfo do México organizou-se e tornou-se a tempestade tropical Gabrielle. Gabrielle fortaleceu-se rapidamente, mas estava muito perto da terra para atingir a força de um furacão. Ela fez uma passagem  pelo México, perto da cidade de La Pesca e Tamaulipas, em 11 de agosto. Graves ferimentos foram notificados em relação à Gabrielle e seis pessoas foram mortas.

### Furacão Humberto
Humberto foi uma tempestade que se formou a partir de uma onda tropical vindo da África, em 22 de agosto. Humberto se tornou um forte furacão de categoria 2 e brevemente fez um Efeito Fujiwara com uma interação com o furacão Iris. Humberto esteve no alto mar e foi absorvido por um sistema de baixa pressão em 1 de Setembro, acelerando em direção ao norte.

### Furacão Iris
Iris se formou em 22 de agosto, doze horas após a formação de Humberto. Ao contrário de Humberto, Iris se aproximou da terra firme, que os meteorologistas dizem que foi, provavelmente, devido à sua interação causada pelo Efeito Fujiwara com Humberto. Iris enfraqueceu-se  e viajou até as ilhas Leeward. Relatórios de danos eram fracos, mas quatro pessoas morreram em Martinica devido a deslizamentos de terra.
Em 30 de agosto, Iris começou sua interação pelo Efeito Fujiwara pela segunda vez, desta vez com a tempestade tropical Karen, que foi absorvida em 3 de setembro. A tempestade rapidamente se tornou um ciclone extratropical, e seu movimento acelerou. Em 7 de setembro, Íris chegou à Europa ocidental como uma tempestade extratropical, com ventos de 121 km / h.

### Tempestade Tropical Jerry
A Tempestade tropical Jerry formou-se muito próximo da Flórida perto de Andros em 23 de agosto como a depressão tropical Onze-L. Ele fez uma passagem mais tarde, naquele dia, perto de Jupiter, Flórida, com ventos de 65 km/h pouco depois de atingir status de uma tempestade tropical. Depois de atingir toda a península da Flórida, Jerry surgiram ao longo do Golfo do México, mas logo voltou para o interior. Jerry dissipou-se em 28 de agosto.
Embora os danos do vento tenha sido relativamente leve e que a tempestade estava mal organizada, Jerry causou inundações na Flórida, Geórgia e nas Carolinas. Seis mortes foram atribuídas às inundações causadas por Jerry, a estimativa de custo total de danos foram de 46,9 milhões dólares (1995 USD).

### Tempestade Tropical Karen
Uma onda tropical deixou a África em 23 de agosto e, gradualmente, desenvolveu uma área de baixa pressão. Estava pouco organizado e o desenvolvido na décima segunda depressão tropical da temporada em 26 de agosto. Localizado em um ambiente do vento de cisalhamento baixo, a convecção lentamente se organizou, e em 28 de agosto intensificou-se e tornou-se a tempestade tropical Karen.
Depois de seu movimento constante para oeste-noroeste, perto do furacão Humberto, Karen virou para o norte, e logo depois começou a encontrar ventos de cisalhamento a partir da saída do Furacão Iris. Apesar disso, a tempestade fortaleceu-se ligeiramente, até atingir o pico de intensidade com ventos de 80 km / h. Devido ao seu Efeito Fujiwara com Iris, Karen continuou enfraquecido. Em 2 de setembro, a tempestade se degenerou para uma depressão tropical, e no dia seguinte, Karen foi absorvida pelo Furacão Iris a uma curta distância à leste das Bermudas. Karen nunca afetou terra, mas causou maiores ameaças para as Bermudas e Halifax, Nova Escócia, os quais foram avaliados e tiveram apenas a  chance de 2% de serem atingidos por Karen, no limite de 65 quilômetros de distância.

### Furacão Luis
Luis tornou-se um furacão em 29 de agosto. Luis se intensificou, e as estimativas de satélite o colocou na categoria 4, em 3 de setembro. No final dos dias 4 e 5, Luis havia atingido as ilhas Leeward, o centro passou ao norte de Sint Maarten / Saint Martin, que causou danos muito extensos, totalizando 1,8 bilhões dólares USD, na pequena ilha.
Luis matou 16 pessoas e deixou vários desaparecidos nas Ilhas Leeward e 1 desaparecido em Newfoundland. Os danos foram consideráveis, com mais da metade das estruturas danificadas no norte das Pequenas Antilhas. Prejuízo total estimado foi de US $ 2,5 bilhões (1995 USD). Em rota para Nova York no início da manhã de 11 de setembro, Luis gerou em alto mar ondas de 29 metros de altura. Luis atingiu as ilhas Leeward apenas uma semana depois do furacão Iris e apenas dez dias antes do furacão Marilyn.

### Depressão Tropical Quatorze-L
A depressão tropical Catorze-L desenvolveu-se a partir de uma onda tropical que saiu da costa da África em 4 de setembro. O sistema organizou-se gradualmente e tornou-se uma depressão tropical em 9 de setembro. A depressão moveu em direção ao noroeste e encontrou fortes ventos de cisalhamento superior, que suprimiu a convecção e se dissipou em 13 de setembro.

### Furacão Marilyn
Marilyn formou-se no final do dia 13 de setembro, e atingiu a intensidade de furacão pouco depois. Marilyn atingiu as Pequenas Antilhas em 14 de setembro na categoria 1 da força, e intensificou-se para a categoria 3. Um voo de reconhecimento do Furacão Hunter relatou chuva de granizo, o que é incomum para ciclones tropicais. Após atingir o norte das Bermudas, Marilyn enfraqueceu e tornou-se extratropical em 22 de setembro.
Marilyn foi responsável por causar 8 mortes, a maioria devido a afogamento ou em embarcações. Dez mil pessoas ficaram desabrigadas na ilha de St. Thomas, e os prejuízos estimados foram fixados em US $ 1,5 bilhões (1995 USD), tornando-se o furacão mais destrutivo a atingir as Ilhas Virgens desde que o Furacão Hugo em 1989.

### Furacão Noel
A origem do furacão Noel ocorreu em 26 de setembro, quando uma depressão tropical se formou a uma grande distância à oeste das ilhas de Cabo Verde. A tempestade moveu -se em direção norte, tornando-se uma tempestade tropical em 27 de setembro e alcançando a força de um furacão em 28 de setembro. Noel acabou por ser absorvido por uma frente fria em 8 de outubro, enquanto se movia para o leste, ao sul dos Açores.
Este furacão marcou,  pela segunda vez a bacia do Atlântico, com a letra 'N' que era usada desde a nomeação que começou em 1950, o Nana se formou na temporada de 1990. Desde 1995, a letra  'N' tem sido usado quase todas as épocas.

### Furacão Opal
O Furacão Opal foi a tempestade mais forte da temporada, e o primeiro a receber um nome com a letra "O" desde que as tempestades receberam um nome no Atlântico, onde teve início em 1950. A onda tropical que se tornaria Opal, surgiu a partir da costa oeste da África em 11 de setembro. A onda ficou desorganizada, e não começou a ganhar intensidade, até que se aproximou da península de Yucatán, tornando-se uma depressão tropical em 27 de setembro, a 130 km ao sul-sudeste de Cozumel. A depressão moveu-se lentamente ao longo de Yucatan nos próximos dias, eventualmente emergindo-se sobre a Baía de Campeche, onde foi intensificada e atingiu a força de tempestade tropical. Ele rapidamente se intensificou e começou a se mover para o norte do Golfo do México. Opal atingiu a categoria 4, com ventos de 240 km / h, mas se enfraqueceu para um furacão de categoria 3 no momento do landfall em Pensacola Beach, Flórida, em 3 de outubro.
Opal matou 59 pessoas: 31 nas inundações na Guatemala, 19 nas inundações no México, e 9 nos Estados Unidos. As mortes nos Estados Unidos incluem um na Flórida por um tornado, e os outros oito das árvores que caíram no Alabama, Geórgia e Carolina do Norte. Nenhuma morte foi registrada a partir do impulso da tempestade, o que é incomum, devido à força da tempestade e da localização da terra firme. Opal causados $ 3 bilhões ($ 6 bilhões em 2008 dólares) em danos, tornando-o mais o décimo oitavo furacão dos E.U.A mais destruidor, quando foi atualizado pela inflação, como a conclusão da temporada de furacões de 2004.

### Tempestade Tropical Pablo
Pablo foi uma tempestade tropical que não afetou a terra. Pablo originou-se de uma onda tropical que veio da África para o Oceano Atlântico em 3 de outubro. A onda adquiriu uma circulação de baixo nível e tornou-se uma depressão tropical às 1800 UTC do dia 4 de Outubro, enquanto se movia para o oeste e estava centrado a cerca de 600 km a sudoeste de ilhas de Cabo Verde. Pablo se tornou uma tempestade tropical no dia 5 de Outubro. Seu movimento foi bastante rápido em direção ao oeste-noroeste e oeste através do Atlântico tropical durante os próximos três dias. Estima-se que os ventos sustentados da tempestade atingiu seu valor máximo de 95 km/h no dia 6. Quando a tempestade encontrou muito vento cisalhamento vertical rapidamente se dissipou.
Pablo foi o primeiro de quatro tempestades a ser atribuído um nome que começa com 'P' desde nomeação de tempestades que começou no Atlântico em 1950, os outros eram Peter na temporada de 2003, Philippe na temporada de 2005, e Paloma na temporada de 2008.

### Furacão Roxanne
Roxanne foi a primeira tempestade a receber um nome com a letra "R", desde que começaram a por nomes nas tempestades em 1950. Ela se formou a partir de uma depressão tropical no Caribe ocidental, em 9 de outubro. Foi previsto para representar uma grande ameaça para Cuba, no entanto, se dirigiu-se para oeste e intensificou-se rapidamente para a categoria 3. A tempestade atingiu a costa ao norte de Tulum, uma pequena cidade na costa de Quintana Roo em frente à ilha de Cozumel, com ventos de 185 km / h. Roxanne emergiu-se na Baía de Campeche, como um furacão de categoria 1. Ela finalmente se enfraqueceu para uma depressão e se dirigiu para o interior.
Roxanne causou a morte de 14 pessoas, sendo cinco delas provavelmente causado pelo naufrágio de um barco de trabalho de petróleo com 245 pessoas a bordo. Não houve grandes danos no México através de vários estados, a área tinha sido afetada pelo Furacão Opal uma semana antes e todo o dano não pode ser resolvido de Opal e Roxanne. Os danos foram estimados em US $ 1,5 bilhões (1995 USD). Não seria o único com a letra "R" até que o furacão Rita se formou em 2005.

### Tempestade Tropical Sebastien
Tempestade tropical Sebastien se formou em 20 de outubro cerca de 640 km a leste de Barbados, mas se enfraqueceu para uma depressão tropical antes de se aproximar das Ilhas Virgens. Nenhum dano foi relatado com o resultado desse sistema. Os remanescentes de Sebastien causaram até 102 mm de chuva em Porto Rico. Sebastien foi a primeira tempestade a ser atribuído um nome que começa com 'S' desde que começaram os nomes de furacões no Atlântico em 1950, e foi o único até que o furacão Stan se formou na temporada de 2005.

### Furacão Tanya
A temporada de furacões de 1995 terminou com o Furacão Tanya, a primeira tempestade a ser atribuído com um nome que começa com 'T' desde que começaram a colocar nomes nas tempestade em 1950. Tanya formou-se em 27 de outubro no Atlântico Central. O ciclone exibiu inicialmente características subtropicais, as convecções e os ventos que se estenderam bem para fora do centro. Ela tornou-se mais tropical no dia 29 de outubro quando começou a se formar um pequeno olho perto do centro, indicando que se tornou um furacão. Uma frente fria empurrou a tempestade para o norte, depois para nordeste. Tanya tornou-se extratropical assim que se aproximou dos Açores em 2 de novembro, e rapidamente cruzou através das ilhas. A tempestade extratropical continuou seguindo para nordeste, acabou sendo absorvido por uma área de baixa pressão não tropical em 3 de novembro.
Tanya foi o primeiro ciclone tropical a afetar os Açores desde que o furacão Charley, em 1992. Nos Açores, Tanya arrancou os telhados de algumas casas, derrubaram árvores e postes de luz que voaram através das casas e dos edifícios. Apenas 1 pessoa morreu (por afogamento), seguido de vários feridos. A Cruz Vermelha e o governo Português passou mais de 6 milhões dólares (1995 USD) em reparações. As ilhas do Faial, Pico, Terceira e São Jorge foram mais atingidas, onde a tempestade afundou ou danificou vários barcos. A tempestade afetou gravemente o sistema de eletricidade e telecomunicações, danificou também várias casas e causou danos às culturas moderada.
Tanya foi o único nome de ciclone tropical do Atlântico, que começou com a letra "T" até que a tempestade tropical Tammy se formou em Outubro de 2005.

## Nomes das Tempestades
Os nomes seguintes foram usados para dar nomes a tempestades que se formaram em 1995 no oceano Atlântico. Esta é a mesma lista usada na temporada de 1989, exceto por Hugo, que foi substituído por Humberto.
| - Allison - Barry - Chantal - Dean - Erin - Felix - Gabrielle | - Humberto - Iris - Jerry - Karen - Luis - Marilyn - Noel | - Opal - Pablo - Roxanne - Sebastien - Tanya - Van (sem usar) - Wendy (sem usar) |

Devidos aos impactos causados pelos furacões Luis, Marilyn, Opal e Roxanne, seus nomes foram retirados e substituídos por Lorenzo, Michelle, Olga e Rebekah, que foram usados na temporada de 2001.